# بر سماع تنبور
بر سماع تنبور آلبوم موسیقی ایرانی به آهنگسازی کیخسرو پورناظری، سهراب پورناظری و تهمورس پورناظری و آواز علیرضا قربانی در سال ۱۳۹۰ توسط شرکت ایران‌گام منتشر شد.
در این آلبوم چهارده قطعه موسیقی از جمله پنج قطعه با صدای علیرضا قربانی منتشر شده‌است. گروه شمس و علیرضا قربانی شهریور ۱۳۹۰ با قطعات این آلبوم در تالار وحدت به روی صحنه رفتند.

## نوازندگان
- تنبور: کیخسرو پورناظری، تهمورس پورناظری، سهراب پورناظری، پوریا پورناظری، ندا خاکی، کاوه گرایلی، نیکناز میرقلمی، سحر افشار، علیرضا جوادی و خورشید دادبه
- کنترباس آروین
- دف: حسین رضایی‌نیا، همایون نصیری
- دوم دوم: همایون نصیری
- بندیر: تهمورث پورناظری
- واتردرام، بینز، باران:روبین واسی
- کی‌ک، کوزه: شهاب پارنج

## قطعات
| شماره      | نام                | سراینده     | مدت   |
| ---------- | ------------------ | ----------- | ----- |
| ۱.         | «پیشواز»           |             | ۰۲:۴۹ |
| ۲.         | «آن سو مرو»        | مولانا      | ۰۷:۴۴ |
| ۳.         | «بر سماع»          |             | ۰۳:۳۵ |
| ۴.         | «در کوی عشق»       | سلمان ساوجی | ۰۶:۵۶ |
| ۵.         | «تک‌نوازی تنبور»    |             | ۰۲:۵۷ |
| ۶.         | «آوازی برای تو»    |             | ۰۲:۰۳ |
| ۷.         | «پیش‌درآمد برای تو» |             | ۰۳:۳۵ |
| ۸.         | «برای تو»          | مولانا      | ۰۹:۳۴ |
| ۹.         | «تکنوازی تنبور»    |             | ۰۲:۱۹ |
| ۱۰.        | «آواز عاشقی»       |             | ۰۱:۵۵ |
| ۱۱.        | «تا عاشقی»         | مولانا      | ۰۹:۱۳ |
| ۱۲.        | «تکنوازی تنبور»    |             | ۰۳:۱۶ |
| ۱۳.        | «آواز این کیست»    |             | ۰۲:۴۳ |
| ۱۴.        | «نیمه شبان»        | مولانا      | ۰۷:۴۰ |
| مجموع مدت: | مجموع مدت:         | مجموع مدت:  | ۶۷:۰۰ |

## بازخوردها
فردین خلعتبری این آلبوم را «وفادار به جریان ریتمیک شعر» می‌داند. با این حال بخش‌هایی از آن را نیز تحت تأثیر از موسیقی کشورهای دیگر نظیر افغانستان و آمریکا دانسته و به تأثیراتی از موسیقی فلامنکو بر آن نیز اشاره می‌کند.